# Gourdon-Murat
 Gourdon-Murat  là một xã thuộc tỉnh Corrèze trong vùng Nouvelle-Aquitaine miền trung Pháp.